# Combronde
Combronde ist eine französische Gemeinde mit 2142 Einwohnern (Stand 1. Januar 2022) im Département Puy-de-Dôme in der Region Auvergne-Rhône-Alpes. Sie gehört zum Arrondissement Riom und zum Kanton Saint-Georges-de-Mons. Die Gemeinde liegt zwölf Kilometer nördlich von Riom.

## Bevölkerungsentwicklung
| Jahr                       | 1962 | 1968 | 1975 | 1982 | 1990 | 1999 | 2006 | 2013 |
| Einwohner                  | 1548 | 1950 | 1949 | 1975 | 1843 | 1868 | 1910 | 2098 |
| Quellen: Cassini und INSEE |      |      |      |      |      |      |      |      |